# Stapelia rufa
Stapelia rufa är en oleanderväxtart som beskrevs av Mass.. Stapelia rufa ingår i släktet Stapelia och familjen oleanderväxter. Inga underarter finns listade i Catalogue of Life.